# Centrolene petrophilum
A Centrolene petrophilum  a kétéltűek (Amphibia) osztályába, a békák (Anura) rendjébe, ezen belül az üvegbékafélék (Centrolenidae) családjának Centrolene nembe tartozó faj.

## Előfordulása
Kolumbiában él, endemikus. Természetes élőhelye a szubtrópusi és trópusi nedves hegyi erdők és folyóvizek.  Állományai az élőhely pusztulása következtében ritkulnak.